# クィックリー夫人
クィックリー夫人（クィックリーふじん、英語: Mistress Nell Quickly）ことネル・クィックリーはウィリアム・シェイクスピアの複数の戯曲に登場する架空のキャラクターである。居酒屋の女主人としてボアーズヘッド亭を経営している。ここはフォルスタッフとその評判が怪しい取り巻きが集う場所である。 
クィックリー夫人は『ヘンリー四世 第1部』、『ヘンリー四世 第2部』、『ヘンリー五世』、『ウィンザーの陽気な女房たち』の4作の戯曲に登場する。

## 性格・役柄
登場する全ての芝居で、クィックリー夫人は犯罪の世界に強い結びつきを持っている女性として描かれているが、それにもかかわらず自分の世間体を保つことにひどく腐心している。マラプロピズムやダブル・ミーニング、「下品なほのめかし」だらけの台詞を話す。 
クィックリー (Quickly) という名前は "quick lay" （すぐヤること）に引っかけた洒落かもしれないが、"quick" には「生きている」という意味もあるので "lively" （生き生きした）という意味かもしれず、この語にも通常、性的な含意がある。クィックリー夫人のキャラクターは『ヘンリー四世 第2部』でもっともよく発展させられており、育ちが良くみえるようにふるまいたいという願望と、どうにか隠している俗っぽさという相矛盾する心が台詞にあらわれている。ジェイムズ・C・バルマン (James C. Bulman) によると、クィックリー夫人は不注意なマラプロピズムのせいで「意図せず自分の性歴をあらわにしてしまって」おり、「彼女のキャラクターはばかばかしいほど独創的な話しぶりによって規定され、台無しにもされる」。
クィックリー夫人の年齢は明示されていないが、 "pistol proof" （ピストルで撃たれても平気）というコメントは、子どもを生める年齢を過ぎているということだろうと解釈されている。クィックリー夫人はフォルスタッフと29年のつきあいだと述べている。

### 劇中での役割
『ヘンリー四世 第1部』では、クィックリー夫人はロンドン、イーストチープ界隈にあるボアーズヘッド亭の経営者となっている。ハル王子が夫の様子をたずねると「まともな人」 "an honest man" だと答えており、結婚しているが夫は舞台上には出てこない。クィックリー夫人はフォルスタッフが王の役を演じる宮廷ごっこの場面にも出てきている。 
『ヘンリー四世 第2部』では、クィックリー夫人は当局にフォルスタッフの逮捕を頼み、大変な額の借金を作り、自分にうその結婚申し込みをしたというかどでフォルスタッフを糾弾している（これは、クィックリー夫人が今では寡婦であることを暗示している）。クィックリー夫人はボアーズヘッド亭によくやってくる娼婦のドル・ティアシートと長きにわたる友人関係を築いており、「ふんぞり返ったクズども」 "swaggerers" と呼ばれる攻撃的な男たちからドルを守ってやる。芝居の終わりでは、クィックリー夫人とドル・ティアシートはピストルが男を殴り殺した件の関連で逮捕されている。 
『ウィンザーの陽気な女房たち』のクィックリー夫人は、フランス人の医師カイアスの看護師として働いているが、主に宛先を間違った手紙に関わるプロットにおいて恋文を届けるなど、主に他の登場人物の間のメッセンジャーとして機能している。最後にクィックリー夫人はフォルスタッフをかつぐ悪ふざけで妖精の女王の役どころを演じる。
『ヘンリー五世』においてはネル・クィックリーと呼ばれている。フォルスタッフの死の床に付き添っており、友人たちに詩の様子を説明する。クィックリーは以前にニムと婚約していたにもかかわらず、フォルスタッフの旗手であったピストルと結婚している。ピストルがフランスに出かけている間、ピストルは手紙を受け取って「フランス病」 "malady of France" （梅毒）にやられて 「俺のドルが死んだ」 "my Doll is dead" ということを知る。編者にはこの名前「ドル」 "Doll" は「ネル」 "Nell" の誤植であろうと考える者が多いが、クィックリーではなくドル・ティアシートへの言及として解釈されることもある。

### 継続性

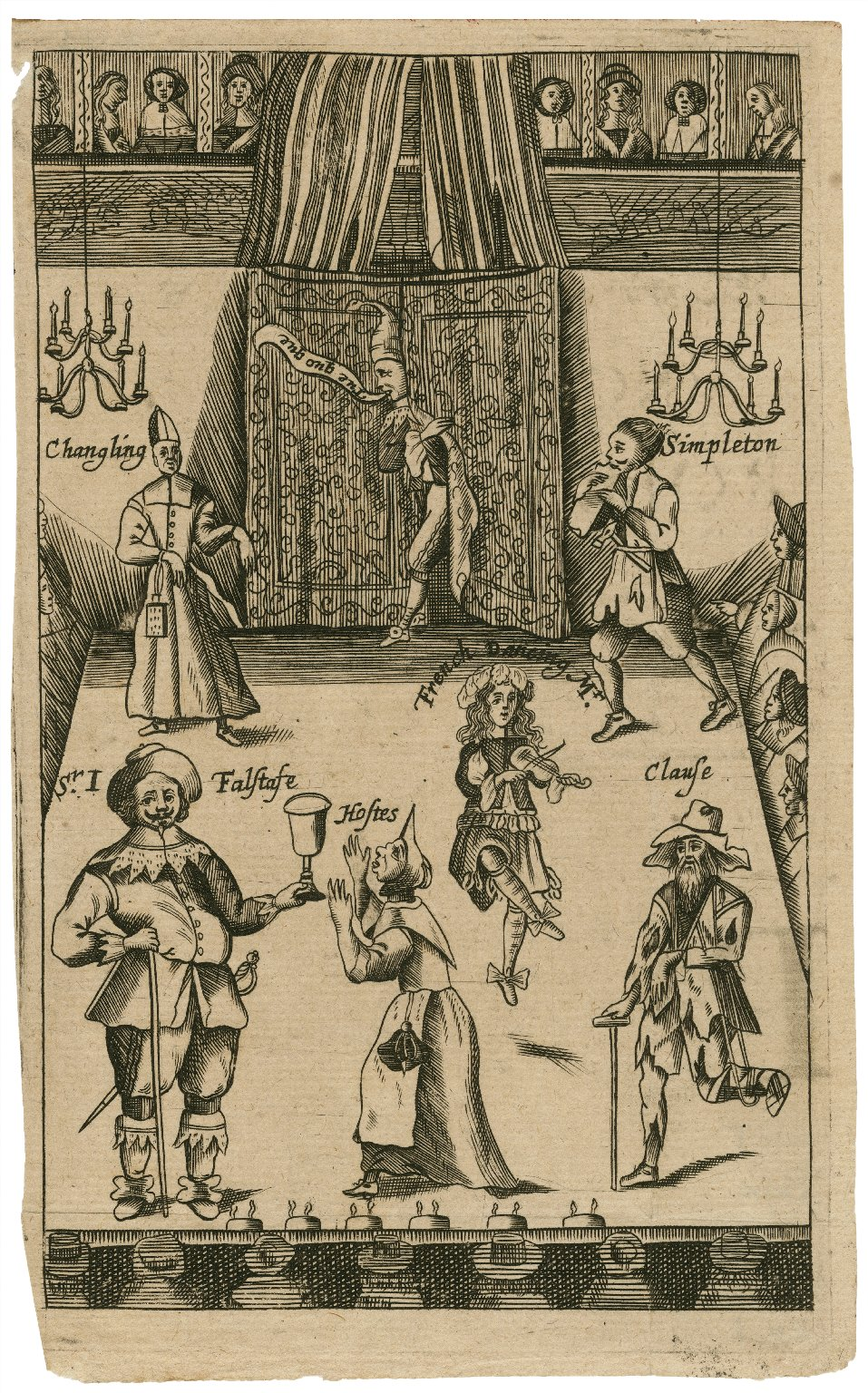
フォルスタッフと一緒に描かれたクィックリー夫人（「おかみ」 "hostes[s]" と書かれている）の最も初期の絵。1662年に当時の舞台の人気キャラクターを描いた版画である。

『ウィンザーの陽気な女房たち』におけるクィックリーの役柄は他の芝居における役どころと違っているため、同じキャラクターではあり得ないと考える批評家もいる。フォルスタッフ、バードルフ、ピストルを以前から知っていたということを示すものはなく、カイアス医師のところで働くことになった説明もない。しかしこの芝居においては、他の登場人物についても多数の継続性にかかわる問題がある。たとえば、『ウィンザーの陽気な女房たち』はヘンリー4世治世の特定されていない時期に設定されているが、ヘンリアドにおいてはヘンリー5世が戴冠するまでフォルスタッフを信じたのが間違いであったことに気付かないロバート・シャローが、それより以前の物語であるらしいこの作品で最初からフォルスタッフと反目している。こうしたおかしな点は、この芝居が特定の機会のために急いで書かれたことに起因するのかもしれない。劇中の出来事がヘンリアド劇のアクションと整合性を保つように処理されている箇所もある。例えば、ピストルがクィックリーに心引かれていることを表明し、「俺の取り分だ」 "she is my prize" と言う短い場面がある。これは『ヘンリー5世』におけるピストルとクィックリーの結婚という展開に合っている。この芝居では、ピストルがさらにクィックリーを追いかけていることを示すようなところは他にないが、最後の妖精のマスクではピストルがクィックリーの配偶者役をつとめている。
それほどは目立たないが、似たような問題がヘンリアド劇にある。『ヘンリー四世 第1部』ではクィックリーは明らかに結婚している居酒屋のおかみである。『ヘンリー四世 第2部』では夫の死についての言及がなく、ただフォルスタッフがクィックリーと結婚を約束するだけである。その上、『ヘンリー五世』がはじまるまでにこの居酒屋は変わってしまい、売春宿として噂にのぼるようになっているようである。

## 他の文芸作品への登場
クィックリー夫人はウィリアム・ケンリックの喜劇『フォルスタッフの婚礼』（Falstaff's Wedding, 1766年）で、フォルスタッフの他の取り巻きとともに登場している。この芝居は『ヘンリー四世 第2部』の終わりと『ヘンリー五世』の開始の間の出来事を扱っている。クィックリー夫人とドル・ティアシートは賄賂を使って監獄を抜け出した後、第1幕でフォルスタッフに自分たちの逮捕の様子を説明する。2人はのちに富裕な夫を見つけるためジェントルウーマンのふりをするというたくらみを実行し、ロバート・シャローとその若いいとこエイブラハム・スレンダーを標的にする。クィックリーはシャローと、ドルはスレンダーと結婚しようとする。この計画は成功しそうになるが、シャローとスレンダーは2人の正体を知り、結婚式の場でピストル、ニムと場所を交換したため、クィックリーは『ヘンリー五世』でそうなるようにピストルと結婚することになる。
ジェイムズ・ホワイトの著書『フォルスタッフ書簡』（Falstaff's Letters, 1796年）は、クィックリー夫人の姉妹が提供した、フォルスタッフと仲間たちの書簡集というふれこみである。この女性はクィックリー夫人自身から手紙を受け継いだが、クィックリー夫人は「1419年8月」に死ぬまでボアーズヘッド亭の引き出しにこれをしまっておいていた。このコレクションには、クィックリー夫人がフォルスタッフに対して相手のふるまいをなじるために書いた手紙も入っている。
アラン・スキナーの小説『クィックリー氏』（Master Quickly, 2013年）は、クィックリー夫人の無視されている夫についての真実を明らかにすることでシェイクスピア作品のギャップを埋めようとする作品である。